# Viaje tripulado a Marte

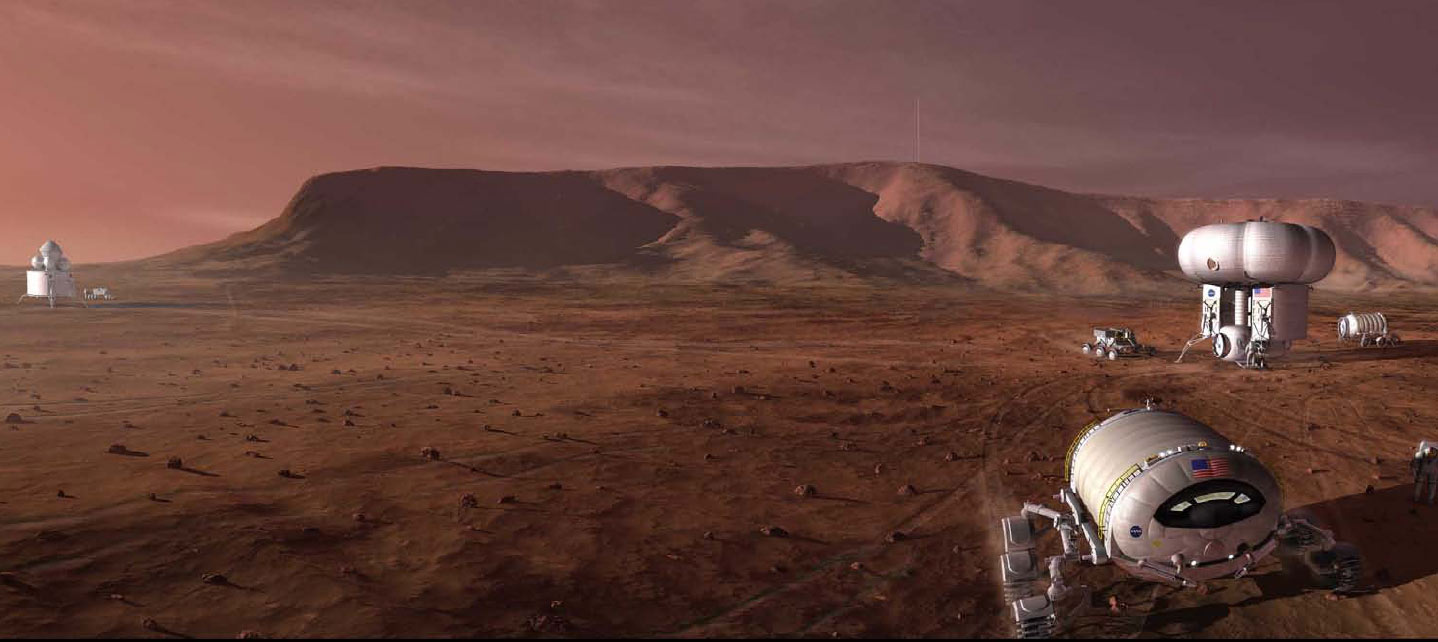
Propuesta de vehículo para un viaje tripulado a Marte, del NASA Human Exploration of Mars Design Reference Architecture 5.0.

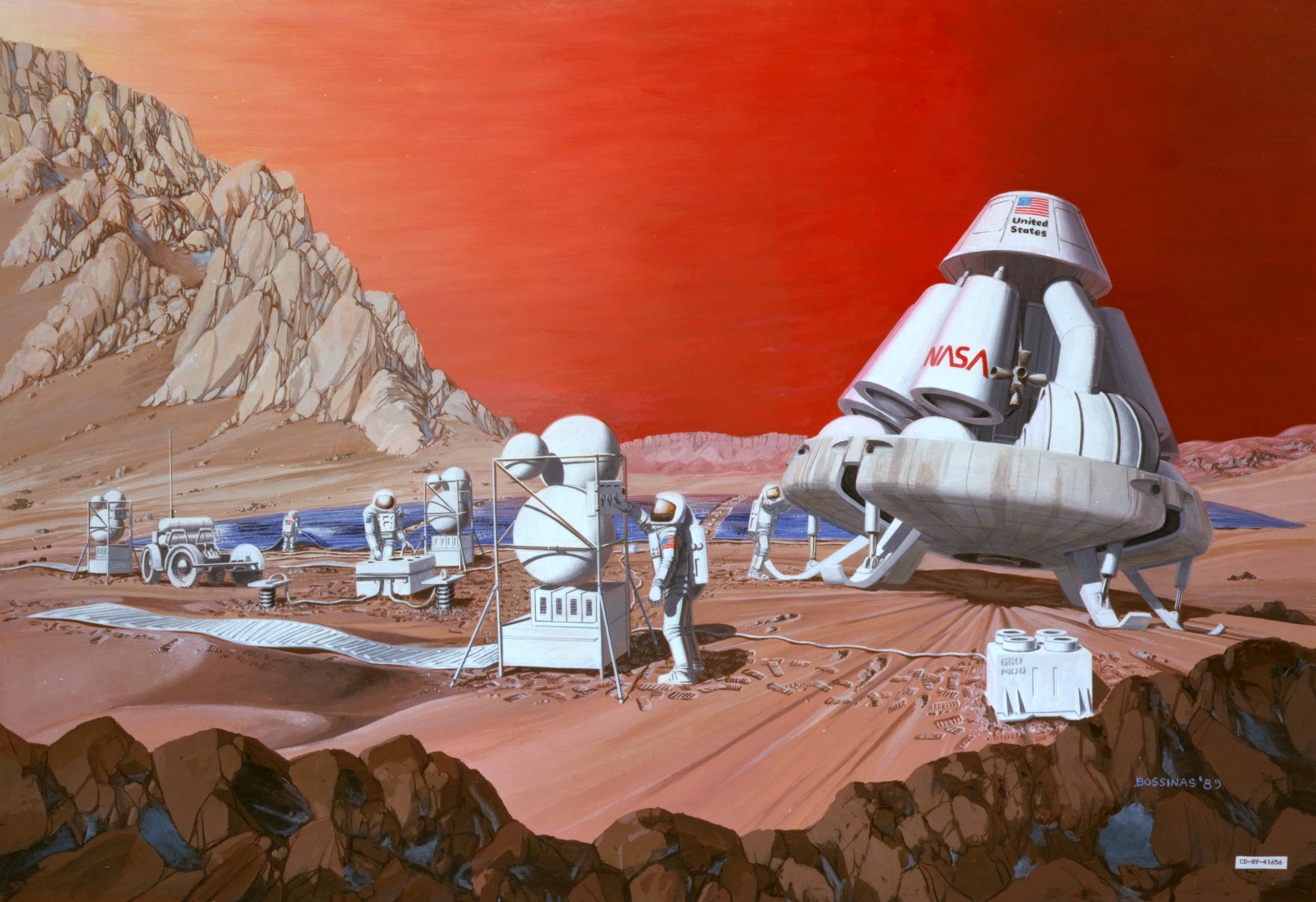
Recreación artística de una misión tripulada de la NASA a Marte.

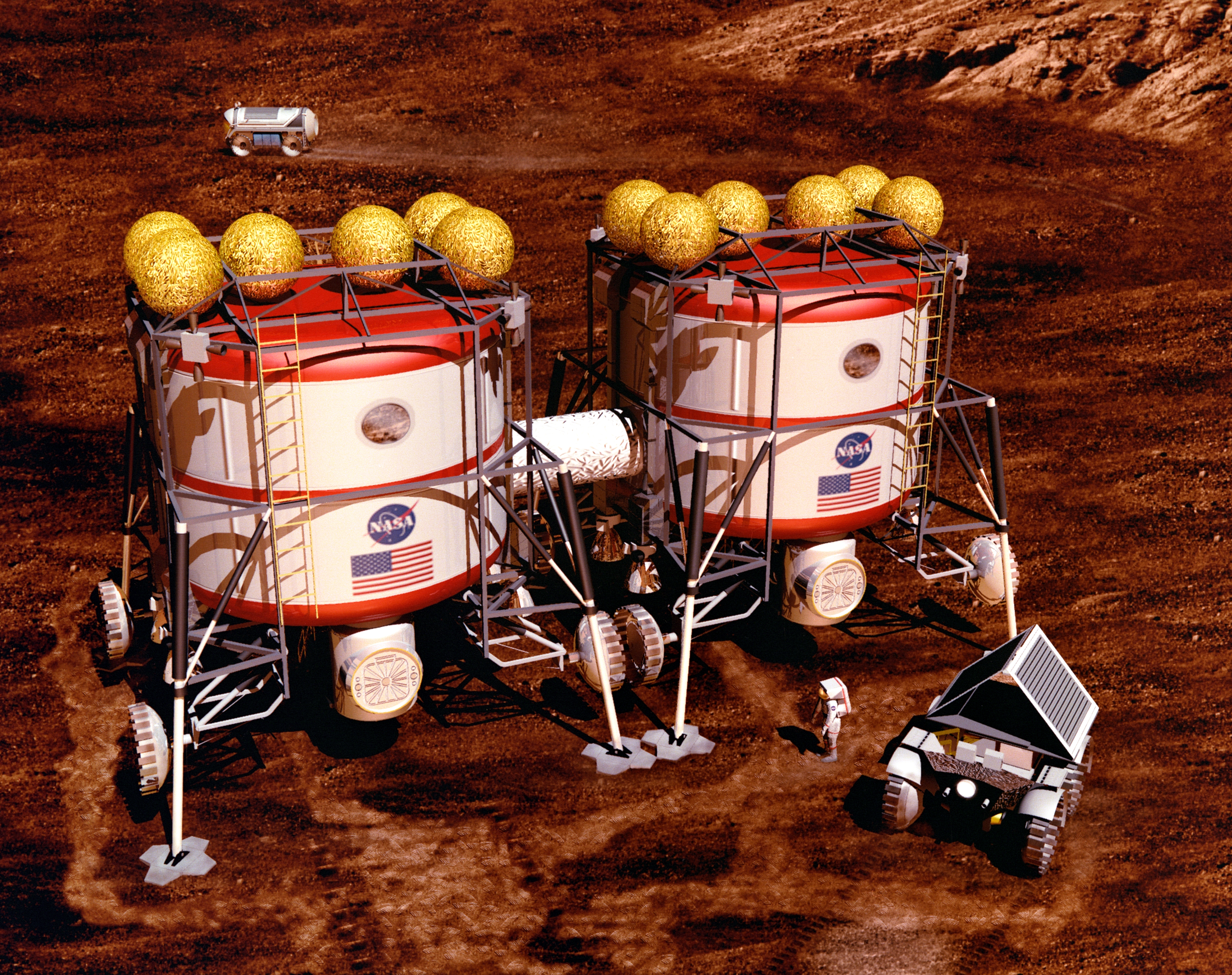
Concepto de hábitat de NASA Mars.

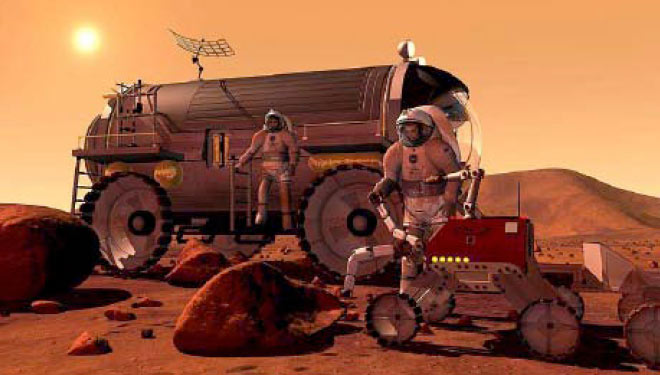
Camión presurizado para uso marciano, del NASA Human Exploration of Mars Design Reference Architecture 5.0.

Un viaje tripulado a Marte consiste en el posible transporte de personas hacia dicho planeta. Ha sido motivo de discusión científica desde la década de 1950. Varias agencias espaciales han desarrollado proyectos a futuro, abarcando desde la realización de misiones cortas hasta la fundación de colonias y la adaptación a la vida humana del planeta. Asimismo, la presencia de humanos en Marte ha sido motivo de numerosas obras artísticas, en particular de ciencia ficción, incluidas las películas Misión a Marte, Planeta Rojo, The Martian, Un espacio entre nosotros, Total Recall, Ad Astra y Los últimos días en Marte.
Marte es el segundo destino estudiado para su exploración después de la Luna, ya que es el que tiene condiciones ambientales más cercanas al planeta Tierra.

## Obstáculos
Algunos de los obstáculos que hay que superar para concretar un viaje tripulado a Marte son:
- Enfrentar los efectos de la exposición a radiación cósmica, radiación ionizante, baja gravedad y baja luminosidad.
- Enfrentar el aislamiento de la vida en la Tierra durante varios meses.
- Enfrentar la falta de servicios, en particular médicos.
- Enfrentar, a lo largo del viaje, los problemas psicológicos derivados de una convivencia constante entre pocas personas, confinadas en un espacio minúsculo durante un periodo de alrededor de 6 meses.
- Afrontar el altísimo costo de llevar a cabo el proyecto, en particular en relación con los beneficios generados.
- Superar obstáculos tecnológicos para realizar el viaje, en particular disponer de energía para realizar el trayecto con personas a bordo, y generar oxígeno y agua para consumo humano.

A la velocidad que se puede lanzar a comienzos del siglo XXI una nave espacial, un viaje tripulado desde la Tierra hasta Marte de ida y vuelta -en las mejores condiciones de distancia y gravedad- se estima que llevaría entre unos 400 y 450 días terrestres.

## Propulsión a plasma
Un motor VASIMR podría acortar los viajes de forma considerable. Este motor podría hacer más probables los viajes tripulados a Marte en esta generación.

## Historia de propuestas y proyectos

### Estados Unidos en la Guerra Fría
El primer estudio técnico detallado de un viaje a Marte fue de Wernher von Braun, quien publicó El Proyecto Marte en el año 1952. La idea era enviar una flota de diez naves con 70 tripulantes cada una, que llevarían tres aeronaves con alas que aterrizarían en Marte tal cual un avión comercial. Construir las tres naves requeriría de 1000 lanzamientos desde la Tierra. La versión revisada de 1956 requería de 400 lanzamientos y dos naves a enviar a Marte. El proyecto se mostró Man in Space, un episodio de la serie de televisión Disneyland de Walt Disney estrenado en 1955.
En 1962, el proyecto Empire del Centro Marshall de vuelos espaciales de la NASA incluyó estudios de viajes tripulados a Marte, realizados por Aeronutronic Ford, General Dynamics y Lockheed Missiles and Space Company. Concluyó que el viaje se podría realizar lanzando ocho cohetes Saturno V y construyendo una nave en la órbita de la Tierra, o bien lanzando una hipotética nave con tecnología posterior a Saturno. El estudio usó datos de viajes espaciales reales de la NASA.
Luego de la concreción del Programa Apolo, Von Braun propuso continuar la exploración del Sistema Solar con un viaje tripulado a Marte. Su idea de usar naves Saturno V se refinó: ellas se usarían para construir dos naves de seis tripulantes, con la idea de enviarlas a principios de la década de 1980. El presidente de Estados Unidos, Richard Nixon, optó en cambio por impulsar el proyecto del Transbordador STS.
Desde 1981, The Case for Mars fue una serie de conferencias desarrolladas en la Universidad de Colorado en Boulder de Estados Unidos que elaboraron propuestas de viajes tripulados a Marte. Tuvo como novedad la evaluación de extraer recursos en Marte, en vez de usar únicamente los transportados desde la Tierra en el viaje de ida.
En 1989, el presidente de Estados Unidos, George H. W. Bush, anunció una Iniciativa de Exploración Espacial, con el objetivo final de enviar personas a Marte, y con la Estación Espacial Internacional como insumo principal. No obstante el Congreso de los Estados Unidos canceló el proyecto por su elevado costo.

### Unión Soviética en la Guerra Fría
El Martian Piloted Complex (MPK en ruso) fue una propuesta de Mikhail Tikhonravov que la Unión Soviética estudió entre 1956 y 1962 con el objetivo de realizar un viaje tripulado a Marte. En la década de 1960, la URSS llevó adelante el TMK, que propuso también viajes orbitales a Marte además de viajes con aterrizaje. Otro proyecto fue el MEK, que se inició en 1969.

### Después de la Guerra Fría
Tras la culminación de la Guerra Fría a principios de la década de 1990, los países desarrollados se vieron en condiciones de trabajar en conjunto para desarrollar proyectos de viajes tripulados a Marte. Sin embargo, la ausencia de enemistad disminuyó el apoyo político a este tipo de planes.
Como continuación de un artículo científico de Robert Zubrin y David Baker como parte de The Case for Mars, Zubrin siguió investigando el uso de recursos marcianos para realizar el proyecto. Así, elaboró el proyecto Mars Direct, que publicó en 1996 en el libro también llamado The Case for Mars. En 1998, Zubirin fundó la Mars Society, una organización que promueve la exploración humana de Marte.
Desde la década de 1990, la NASA desarrolló numerosos programas de evaluación de viajes a Marte, entre ellos varias iteraciones de NASA Design, el Vision for Space Exploration y el Hundred Year Starship. Este último propone viajes sólo de ida, de manera que los recursos se van reponiendo mediante viajes regulares.
Rusia está elaborando una estación espacial orbital llamada  MARPOST.
El Programa Aurora de la Agencia Espacial Europea, iniciado en 2001, propone viajes dentro de 20 años.